# Feira livre de Casa Amarela

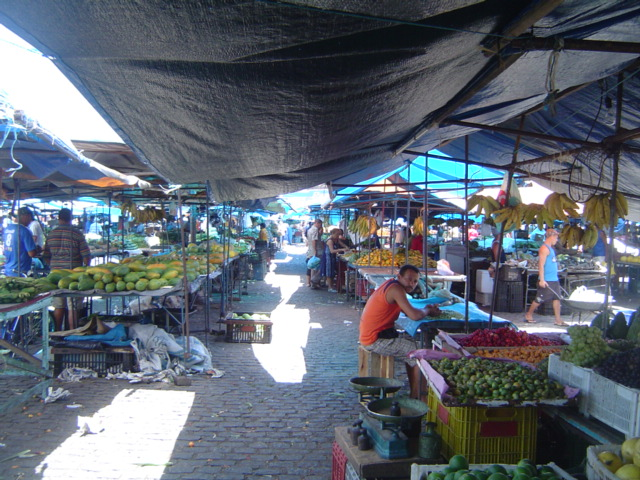
Feira livre de Casa Amarela

Feira livre de Casa Amarela é uma das feiras mais importantes da cidade do Recife, localizada ao lado do Mercado de Casa Amarela. É famosa pela sua grande diversidade de produtos de hortaliças e frutas.
Abriga mais de 2.000 estabelecimentos comerciais, onde quase tudo é comercializado.
Além do pátio da feira, há na Rua Padre Lemos dois grandes polos de comércio informal a pouca distância do pátio.